# Szász Péter
Szász Péter (Budapest, 1927. augusztus 19. – Hamburg, 1983. február 1.) Balázs Béla-díjas magyar filmrendező, forgatókönyvíró, dramaturg, kritikus. Fia Szász János, filmrendező.

## Életpályája
A második világháború idején származása miatt családjával együtt elhurcolták a dachaui koncentrációs táborba. 17 évesen (1944) jutott haza. Az érettségi után a Világhoz került újságírónak, majd 1949-ben a Magyar Rádió munkatársa lett. Tehetségére Bacsó Péter is felfigyelt, aki átcsábította a filmgyárba, ahova dramaturgnak szerződött 1953-ban.
A Hunnia Filmstúdióban eltöltött évek alatt számos forgatókönyvet is írt. Érdeklődése a vígjátéktól a drámáig terjedt; alkotásait könnyed, ötletes, mozgalmas stílus jellemezte; kedvelte a humort, a kalandot és a tragikomikumot is.
Ő írta – többek között – a Fel a Fejjel, a Gázolás, a Hannibál tanár úr, a Mese a 12 találatról, a Fűre lépni szabad, és részben az egyik legsikeresebb magyar filmvígjáték – a mára már klasszikussá lett – A tizedes meg a többiek forgatókönyvét. Rendezőasszisztensként is dolgozott – például Gertler Viktor, Herskó János, Keleti Márton és Várkonyi Zoltán mellett –, majd 1967-ben mint filmrendező debütált a Fiúk a térről című alkotással. Ezt követték a Kapaszkodj a fellegekbe! (1971), az Egy kis hely a nap alatt (1974) és a Szépek és bolondok (1976). 1977-ben Balázs Béla-díjjal tüntették ki. A filmművészettől 1980-ban búcsúzott el betegsége miatt. Utolsó munkája a Hogyan felejtsük el életünk legnagyobb szerelmét? volt.
Utolsó éveiben elkeseredetten otthagyta a filmgyárat, és az Esti Hírlaphoz szerződött. Sok cikke jelent meg a Film Színház Muzsikában is.
Több szívműtéten esett át, míg végül 1983. január 31-én Hamburgban szíve felmondta a szolgálatot.

## Munkássága

### Rendezőként
- 1967 – Fiúk a térről
- 1971 – Kapaszkodj a fellegekbe! - Держись за облака  (magyar–szovjet koprodukció)
- 1973 – A professzor a frontra megy
- 1973 – A fekete Mercedes utasai
- 1974 – Egy kis hely a nap alatt
- 1975 – Állítsátok meg Arturo Uit! (magyar film)
- 1976 – Szépek és bolondok
- 1978 – Bolondok bálja
- 1980 – Hogyan felejtsük el életünk legnagyobb szerelmét...?[2]

### Forgatókönyvíróként
- 1954 – Fel a fejjel (Gáspár Margittal és Nóti Károllyal). Rendező: Keleti Márton
- 1955 – Gázolás (Vajda István kisregénye nyomán). Rendező: Gertler Viktor
- 1956 – Hannibál tanár úr (Móra Ferenc Hannibál föltámasztása című kisregénye nyomán Gyenes Istvánnal és Fábri Zoltánnal). Rendező: Fábri Zoltán
- 1956 – Mese a 12 találatról (Bacsó Péterrel, Békeffi Istvánnal, Jeney Imrével). Rendező: Makk Károly
- 1957 – Láz. Rendező: Gertler Viktor
- 1957 – Éjfélkor. Rendező: Révész György
- 1958 – Don Juan legutolsó kalandja. Rendező: Keleti Márton
- 1959 – Fekete szem éjszakája (francia–magyar, Robert Wheelerrel). Rendező: Keleti Márton
- 1960 – Az arcnélküli város (Gaál Albert novellája nyomán). Rendező: Fejér Tamás
- 1960 – Fűre lépni szabad (Bacsó Péterrel). Rendező: Makk Károly
- 1962 – Az utolsó vacsora (Török Sándor regénye nyomán Goda Gáborral, Hubay Miklóssal). Rendező: Várkonyi Zoltán
- 1966 – És akkor a pasas… (Gertler Viktorral). Rendező: Gertler Viktor
- 1966 – Utószezon (Rónay György regénye nyomán). Rendező: Fábri Zoltán
- 1973 – A professzor a frontra megy
- 1974 – Egy kis hely a nap alatt
- 1976 – Szépek és bolondok
- 1980 – Hogyan felejtsük el életünk legnagyobb szerelmét…?

### Rendezőasszisztensként
- 1964 – Hattyúdal. Rendező: Keleti Márton
- 1964 – Ha egyszer húsz év múlva... Rendező: Keleti Márton

### Dramaturgként
- 1953 – A város alatt. Rendező: Herskó János
- 1954 – 2×2 néha 5. Rendező: Révész György
- 1955 – Különös ismertetőjel. Rendező: Várkonyi Zoltán
- 1956 – Dollárpapa. Rendező: Gertler Viktor
- 1960 – Alázatosan jelentem. Rendező: Szemes Mihály
- 1963 – Hattyúdal. Rendező: Keleti Márton
- 1980 – Ki beszél itt szerelemről? Rendező: Bacsó Péter
- 1983 – Te rongyos élet. Rendező: Bacsó Péter

### Színészként
- 1963 Koncert